# Scott (Saskatchewan)
Pour les articles homonymes, voir Scott.
Scott est une ville de la Saskatchewan au Canada.

## Géographie
La localité de Scott est située dans l'ouest de la province de Saskatchewan, à 10 km à l'ouest de la ville de Wilkie.

## Démographie
| 2016 | 2021 |
| ---- | ---- |
| 73   | 74   |